# 安博伊 (華盛頓州)
安博伊（英語：Amboy）是美国华盛顿州克拉克县的一個普查规定居民点（CDP），2000年美國人口普查時人口為2,085人。